# Ranzo
Ranzo (ligur nyelven Rànso ) egy olasz község a Liguria régióban. Imperia megyében.

## Földrajza
Imperiától 30 km-re helyezkedik el

## Látnivalók
- San Donato templom
- San Pantaleo templom

## Gazdaság
A legfontosabb jövedelemforrás a mezőgazdaság, ezen belül elsősorban a borászat, itt termelik a Pigato borokat, valamint az olivaolaj-készítés.

## Közlekedés
Az A10-es autópálya Albenga lehajtójáról érhető el, de közvetlen autópálya-összeköttetéssel nem rendelkezik.  
A legközelebbi vasútállomás Albenga a Genova-Ventimiglia vonalon.

## Fordítás
- Ez a szócikk részben vagy egészben  a   Ranzo című olasz Wikipédia-szócikk fordításán alapul.  Az eredeti cikk szerkesztőit annak laptörténete sorolja fel. Ez a jelzés csupán a megfogalmazás eredetét és a szerzői jogokat jelzi, nem szolgál a cikkben szereplő információk forrásmegjelöléseként.